# Libiąż Mały (gmina)
Libiąż Mały – dawna gmina wiejska istniejąca w latach 1934–1954 w woj. krakowskim (dzisiejsze woj. małopolskie). Siedzibą władz gminy był Libiąż Mały.
Gmina zbiorowa Libiąż Mały  została utworzona 1 sierpnia 1934 w powiecie chrzanowskim w woj. krakowskim z dotychczasowych jednostkowych gmin wiejskich: Libiąż Mały, Libiąż Wielki, Moczydło i Żarki.
Podczas okupacji hitlerowskiej  włączona do III Rzeszy jako Amtsbezirk Libiaz-Maly.
Po wojnie przywrócona. Według stanu z dnia 1 lipca 1952 roku gmina składała się z 4 gromad:  gromadę Libiąż Mały, Libiąż Wielki, Moczydło i Żarki.
Jednostka została zniesiona 29 września 1954 roku wraz z reformą wprowadzającą gromady w miejsce gmin. Jej obszar podzielono między gromady Libiąż Mały i Żarki.
1 stycznia 1973 roku reaktywowano gminy, w tym współczesną gminę Libiąż, w porównaniu od gminy Libiąż Mały zwiększoną o wieś Gromiec (należącą przed 1954 do gminy Chełmek).